# Товадра

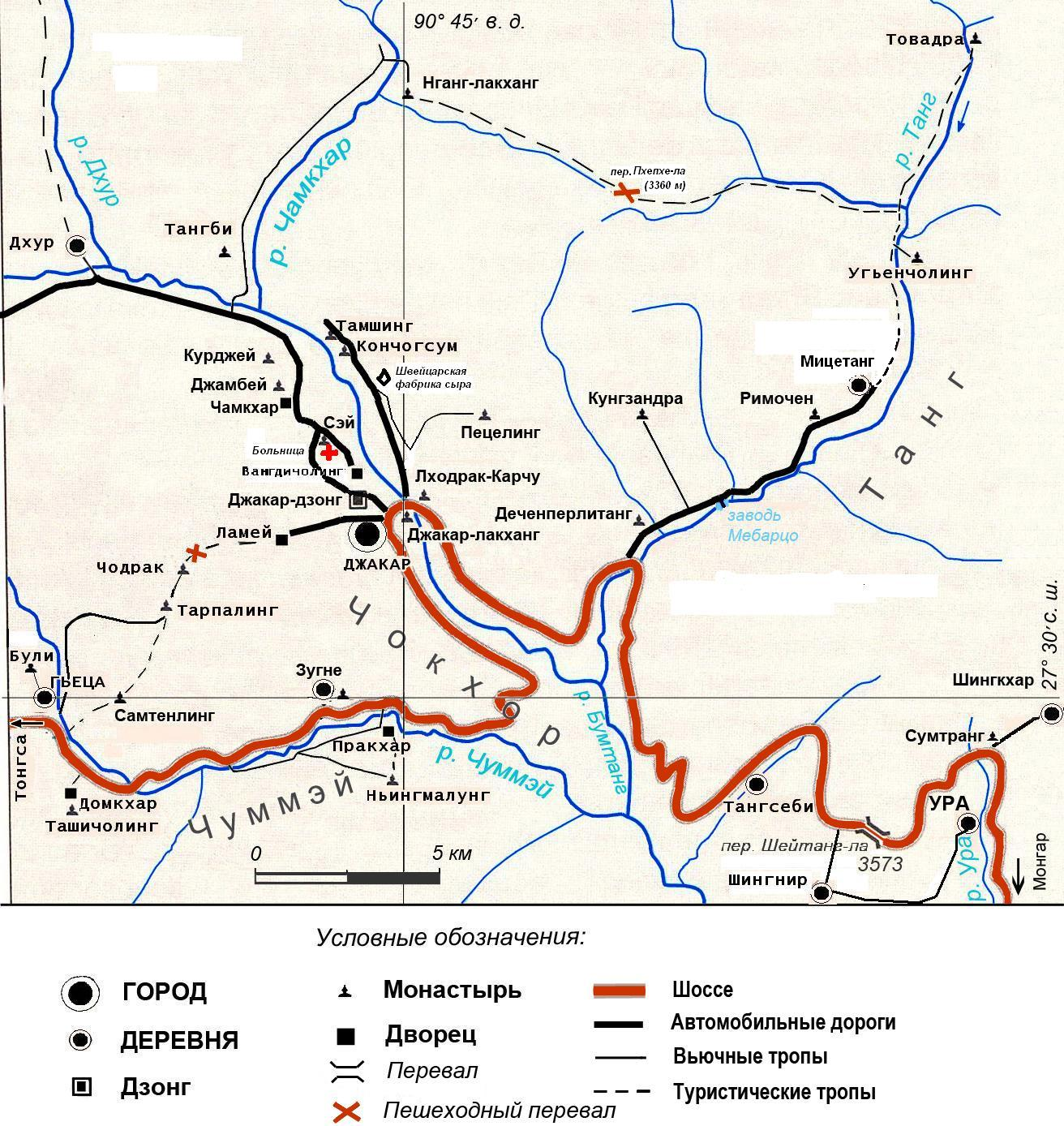
Карта центральной части Бумтанга

Монастырь Товадра школы Ньингма (первоначально Друкпа Кагью) находится в четырёх часах ходьбы на север от дворца
Угьен Чолинг. Принадлежит гевогу Танг в Бумтанге (Бутан). Название монастыря означает «высочайшая гора». Монастырь находится на высоте 3400 м.
Согласно легенде, по этой долине Гуру Ринпоче преследовал нечестивого короля из Кхепалунга, и оставил здесь деревянную птицу, которая помогала ему. Оттеснив короля, Гуру Ринпоче запечатал долину, закрыв вход в «секретную долину».
Монастырь основал в 1238 году Лорепа (1187—1250), который также основал Чодрак-гомпа.
Долгое время здесь был небольшой скит, который посещали Лонгченпа и Дордже Лингпа.
В XVIII веке Чангчуб Гьелцен (Джигме Кундрол) собрал здесь общину школы Ньингма.
Позднее общину составляли последователи Джигме Лингпа (1729—1798).
Товадра разграничивает территорию Бумтанга (которую Падмасамбхава считал скрытой священной землёй) и Лхунце.